# Monica Sweet
Ne pas confondre avec l'actrice tchèque Monica Sweetheart
Pour les articles homonymes, voir Sweet.
Monica Sweet, née le 6 novembre 1981 à Budapest, est une actrice hongroise de films pornographiques.

## Biographie
Elle joue généralement sous le nom de scène de Jo mais elle utilise aussi Josie, Julianne, Monica, Monika, Monica Nagy, Monika Nagy, Juliana Sage et Monika Sweet.
En 2008 elle a reçu l'award de Viv Thomas babe of the year, tandis qu'en 2009 le fim Office Girls 2, auquel elle a participé, reçoit l'award de best movie.
En 2010 elle reçoit pour la seconde fois l'award de Viv Thomas babe of the year. Elle tourne quasi uniquement des scènes lesbiennes.

## Filmographie
- True Passion (2013)
- Tides of Lust (2012)
- Young Girls Lovin' That VJJ (2012)
- I Dream of Jo 1 (2011)
- I Kissed a Girl (II) (2011)
- Simply Shine (2011)
- Teen Models 7 (2011)
- Vera Unleashed On Location (2011)
- Sex Tapes with Peaches & Zara (2010) (V) (comme Jo)
- Unfaithful: Part V (2010) (V) (comme Jo)
- Portrait of a Lesbian (2009) (V) (comme Jo)
- Sex Tapes with Jo & Eve Angel (2009) (V) (comme Jo)
- Lesbian Encounters (2009) (V) (comme Jo)
- Girl on Girl 4 (2008) (V) (comme Jo)
- The Art of Kissing 3 (2008) (V) (comme Jo)
- The Office Girls 2 (2008) (V) (comme Jo)
- Sex with Jo (2008) (V) (comme Jo)
- Unfaithful: Part IV (2008) (V) (comme Jo)
- Sex with Peaches (2007) (V) (comme Jo)
- Girl on Girl 3 (2007) (V) (comme Jo)
- Do It Yourself (2007) (V) (comme Jo)
- Inside Peaches (2007) (V) (comme Jo)
- Clit Club (2007) (V) (comme Jo)
- Home Alone (2007) (V) (comme Jo)
- The Platinum Collection: UK vs Europe (2006) (V) (comme Jo)
- Supreme Hardcore 2 (2006) (V) (comme Jo)
- Footsie Babes 3 (2006) (V) (comme Jo)
- The Art of Kissing 2 (2006) (V) (comme Jo)
- Sisters (2006) (V) (comme Jo)
- Sandy's Club Vol. 2 (2006) (V) (comme Jo)
- Girl on Girl 2 (2006) (V) (comme Jo)
- She Licks Girls 2 (2006) (V) (comme Jo)
- Hot Slots 1 (2006) (V) (comme Jo)
- The Cum Shot Collection (2005) (V) (comme Jo)
- Adorable Girls No. 1 (2005) (V)
- Lesglam Two (2005) (V) (comme Jo)
- The Art of Kissing (2005) (V) (comme Jo)
- The Return of Sandy (2005) (V) (comme Jo)
- Pink Velvet 3: A Lesbian Odyssey (2005) (V) (comme Jo)
- The Ultimate Hardcore Collection 2 (2005) (V) (comme Jo)
- Spunk Fiction (2005) (V) (comme Jo)
- Purzel Video 85: Masturbation Nr. 1 (2005) (V)
- Confessions of the Make-up Artist (2005) (V) (comme Jo)
- Girls on Girls 4 (2005) (V) (comme Jo)
- In the Crack 060: Angela & Jo (2005) (V) (comme Jo)
- Mission Possible (2005) (V)
- In the Crack: 056 Jo (2005) (V) (comme Jo)
- Girl & Girl 11 (2005) (V) (comme Jo)
- Young Girls' Fantasies 9 (2005) (V) (comme Jo)
- Girl on Girl (2004) (V) (comme Jo)
- Forbidden Fruits (2004) (V) (comme Jo)
- Six Days with Vera: Volume Two (2004) (V) (comme Jo)
- Six Days with Vera: Volume One (2004) (V) (comme Jo)
- Hustler Casting Couch No. 4 (2004) (V)
- Porn Academy (2004) série télé (comme Jo)
- Club Hardcore All Stars (2004) (V) (comme Jo)
- Pantyhose Erotica 2 (2004) (V) (comme Jo)
- Triple (2004) (V) (comme Monica)
- Yo puta (2004) Blonde Hungarian Nude Model [réf. souhaitée]
- Pink Velvet 2: The Loss of Innocence (2004) (V) (comme Jo)
- Jo's Secret Video Diary (2004) (V) (comme Jo)
- Les Tropiques de l'amour :
  - Cours particuliers (2004) épisode télé (comme Monika)
  - Le Gourou (2003) épisode télé (comme Monika)
  - Le Cirque (2003) épisode télé (comme Monika)
  - Double Vie (2003) épisode télé (comme Monica Nagy)
  - Le Sortilège (2003) épisode télé (comme Monika Nagy)
- LesBabez III (2004) (V) (comme Jo)
- LesBabez (2004) (V) (comme Jo)
- LesBabez IV (2004) (V) (comme Jo)
- Sandy's Girls 5 (2004) (V) (comme Jo)
- The Girls of Amateur Pages 2 (2004) (V) (comme Jo)
- European Meat (2004) (V)
- Searching for Silvia (2003) (V) (comme Jo)
- Pink Velvet: The Innocence of Lesbian Love (2003) (V) (comme Jo)
- Bubblegum Babes 4 (2003) (V) (comme Jo)
- Young Lesbian Lust 2 (2003) (V) (comme Jo)
- Jo's Sexy College Diaries (2003) Série TV (comme Jo)
- Maid to Fuck (2003) (V) (comme Jo)
- Me & My Pussy (2003) série télé (comme Jo)
- Nakadashi Special 11: Eva & Monica (2003) (V) (comme Monica)
- The Ultimate Hardcore Collection (2003) (V) (comme Jo)
- Young Lesbian Love (2003) (V) (comme Jo)
- Bubblegum Babes 5 (2003) (V) (comme Jo)
- The Ass Collector (2002) (V) (comme Josie)
- Hustler Platinum: Brazilian Snake 2 (2002) (V)
- Jo's Sexy College Diaries (2002) (V) (comme Jo)
- Pantihose Erotica (2002) (V) (comme Julianne)
- Hustler XXX 11 (2002) (V)
- Teenage Seduction (2002) (V) (comme Jo)
- Private Gold 50: Exotic Illusions 2 (2001) (V)
- Hustler Platinum: Brazilian Snake (2001) (V)
- Private Superfuckers 9: Anal Affairs (2001) (V)
- Branlettes de jeunes filles (2001) (V) (comme Monika)
- Sandy Babe Abroad 2 (2001) (V) (comme Jo)
- Sammy Jayne and her Hardcore Harem (2001) (V) (comme Jo)